# Liste der National Historic Landmarks in Maine

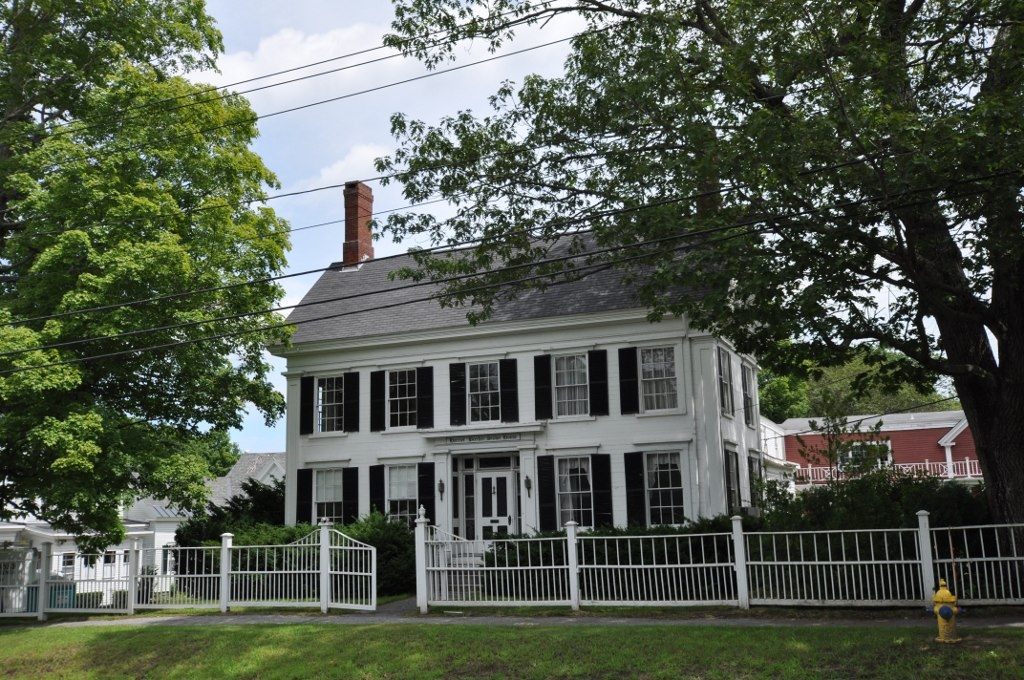
Harriet Beecher Stowe House in Brunswick

Die Liste der National Historic Landmarks in Maine führt die historischen Objekte und Orte, die im amerikanischen Bundesstaat Maine als National Historic Landmark (NHL) klassifiziert sind und unter der Aufsicht des National Park Service (NPS) stehen, einer Behörde des amerikanischen Innenministeriums. Diese Wahrzeichen entsprechen besonderen Kriterien hinsichtlich ihrer nationalen Bedeutung, die sie aus der Menge der sonstigen Kulturdenkmale im National Register of Historic Places (NRHP) der USA herausheben.
In dieser Liste ist außerdem ein weiteres Objekt in Maine aufgeführt, das bundesweite historische Bedeutung hat: National Historic Sites, National Historical Parks, National Memorials und einige andere Einrichtungen sind Gebiete, Wahrzeichen oder Mahnmale in den USA, denen die Auszeichnung nicht durch das Innenministerium, sondern direkt durch Anordnungen des Kongresses oder des Präsidenten verliehen wurde. Solche historischen Monumente stehen zwar meist ebenfalls unter dem Schutz des National Park Service, sie wurden aber normalerweise nicht zusätzlich noch zum NHL erklärt, wenn der Schutzstatus vor Einführung des Landmarks-Programms 1960 verliehen wurde. Das in Maine als nationales Monument dieser Art geführte Objekt verzeichnet der National Park Service im Anhang der NHL-Liste zu Maryland, es ist die einzige International Historic Site der Vereinigten Staaten, die Saint Croix Island International Historic Site, die denselben Status in Kanada hat.
Schließlich sind in dieser Liste auch jene Denkmale in Maine verzeichnet, denen eine frühere Auszeichnung als NHL wieder aberkannt wurde.

## National Historic Landmarks in Maine
In Maine gibt es 44 solcher Kulturdenkmale, die in der folgenden Liste vollständig verzeichnet sind (Stand April 2017). Die Denkmale finden sich in 9 der 16 Countys in Maine.
Um die Konsistenz mit der Liste des National Park Service zu wahren, sind die Einträge in den folgenden Listen in derselben Reihenfolge und unter demselben Namen verzeichnet. Die Tabellenspalte links außen gibt mit einem Farbcode den Hinweis, welche Auszeichnungskategorie des National Park Systems für den jeweiligen Eintrag gilt.
|      | Legende des Farbcodes               |
| ---- | ----------------------------------- |
| NHL  | National Historic Landmark          |
| NHLD | National Historic Landmark District |
| IHS  | International Historic Site         |

| [ 6 ] | Name                                                          | Bild | Eintragsdatum | Lage                                                                                 | County            | Beschreibung |
| ----- | ------------------------------------------------------------- | ---- | ------------- | ------------------------------------------------------------------------------------ | ----------------- | --- |
| 1     | American Eagle                                                |      | 4. Dez. 1991  | Rockland, Rockland Harbor 44° 6′ 42″ N, 69° 6′ 12,3″ W                               | Knox County       | Einer der letzten erhaltenen Zweimast-Küstenschoner der USA; gebaut 1930 in Gloucester, Massachusetts. |
| 2     | James G. Blaine House (The Blaine House)                      |      | 29. Jan. 1964 | Augusta, State Street/Capitol Street 44° 18′ 29,4″ N, 69° 46′ 51,2″ W                | Kennebec County   | Seit 1919 offizielle Residenz des Gouverneurs von Maine; erbaut 1833 für einen Kapitän im Ruhestand; NHL aufgrund der Verbindung zum bedeutenden republikanischen Politiker James G. Blaine, der das Anwesen 1862 erworben und erweitert hatte. |
| 3     | Bowdoin                                                       |      | 20. Dez. 1989 | Castine, Maine Maritime Academy Waterfront Campus 44° 23′ 12,1″ N, 68° 47′ 48,1″ W   | Hancock County    | Erbaut 1921 nach Plänen des Arktis-Forschers Donald Baxter MacMillan ist das Schiff der einzige in den Vereinigten Staaten gebaute Schoner für Arktis-Expeditionen. |
| 4     | Camden Amphitheatre and Public Library                        |      | 27. Feb. 2013 | Camden, 55 Main Street 44° 12′ 41,9″ N, 69° 3′ 51,5″ W                               | Knox County       | Das Gebäude der Bücherei von Camden wurde in den 1920er Jahren von Charles F. Loring entworfen; das Gelände der direkten Umgebung mit dem Amphitheater ist eine der wenigen Arbeiten des Landschaftsarchitekten Fletcher Steele im öffentlichen Auftrag und ist repräsentativ für seine Kreativität und Eingebung. |
| 5     | Parker Cleaveland House                                       |      | 16. Mai 2000  | Brunswick, 75 Federal Street 43° 54′ 41,8″ N, 69° 57′ 36,2″ W                        | Cumberland County | Wohnhaus von Parker Cleaveland, dem „Vater der amerikanischen Mineralogie“; erbaut 1806; Cleaveland lebte hier von 1806 bis zu seinem Tod 1858. |
| 6     | Cushnoc Archeological Site                                    |      | 12. Apr. 1993 | Augusta 44° 18′ 54″ N, 69° 46′ 15,6″ W                                               | Kennebec County   | In der Nähe von Fort Western; archäologische Stätte mit Überresten eines Handelspostens der Plymouth Colony aus dem 17. Jahrhundert. |
| 7     | Neal Dow House                                                |      | 30. Mai 1974  | Portland, 714 Congress Street 43° 39′ 10,3″ N, 70° 16′ 8,6″ W                        | Cumberland County | Erbaut 1829; Wohnhaus von Neal Dow und aufgrund dessen als NHL ausgezeichnet; Dow war Bürgermeister von Portland und 1880 Präsidentschaftskandidat der Prohibition Party, er war Autor des ersten Prohibitionsgesetzes in Maine 1851 und bekannter Aktivist der Abstinenzbewegung. |
| 8     | Eagle Island (Admiral Robert E. Peary Summer Home) (Sawungun) |      | 25. Aug. 2014 | Harpswell, Insel südlich von Harpswell 43° 42′ 37,5″ N, 70° 3′ 11,1″ W               | Cumberland County | Die Insel wurde 1881 von Robert Peary erworben und war von 1904 an sein Wohnort; die rustikale Einfachheit seines Hauses in dieser Umgebung spiegelt Leben und Werk des Arktis-Forschers. |
| 9     | Fort Halifax                                                  |      | 18. Okt. 1968 | Winslow 44° 32′ 22,2″ N, 69° 37′ 44,2″ W                                             | Kennebec County   | Fort Halifax wurde von englischen Kolonialtruppen 1754–55 erbaut, um am Beginn des Siebenjährigen Kriegs in Nordamerika das Tal des Kennebec Rivers gegen Angriffe der französischen Streitkräfte schützen zu können. Das als NHL geschützte militärische Blockhaus, eine der Eckbefestigungen, ist der einzige sichtbare Überrest dieses Forts und das älteste erhaltene Blockhaus in den Vereinigten Staaten. |
| 10    | Fort Kent                                                     |      | 7. Nov. 1973  | Fort Kent 47° 15′ 10″ N, 68° 35′ 42,6″ W                                             | Aroostook County  | Das als NHL geschützte militärische Blockhaus, erbaut 1838–40, ist der einzige erhaltene Teil des Forts, das anlässlich des sogenannten „Aroostook War“ errichtet wurde, eines letztlich unblutig gelösten Grenzkonflikts zwischen Siedlern aus Maine und New Brunswick (heute Kanada, damals englisches Kolonialgebiet). |
| 11    | Fort Knox                                                     |      | 30. Dez. 1970 | Prospect 44° 33′ 58″ N, 68° 48′ 9″ W                                                 | Waldo County      | Große Granitfestung, erbaut zwischen 1844 und 1869 im Zusammenhang mit den postkolonialen Grenzstreitigkeiten und Kriegen der USA gegen Großbritannien. |
| 12    | Fort Western                                                  |      | 7. Nov. 1973  | Augusta, 16 Cony Street 44° 18′ 57,3″ N, 69° 46′ 15,7″ W                             | Kennebec County   | Fort der britischen Truppen, erbaut 1754 als befestigte Lagerstätte und Versorgungsstation des nördlich gelegenen Fort Halifax im Siebenjährigen Krieg zwischen den damals konkurrierenden Kolonialmächten Großbritannien und Frankreich; nach 1767 ohne weitere militärische Aufgaben. Das Haupthaus des Forts blieb weitgehend original erhalten, andere Einrichtungen und Gebäude des Komplexes sind originalgetreue Rekonstruktionen. |
| 13    | Daniel Coit Gilman Summer House (Over Edge)                   |      | 21. Dez. 1965 | Northeast Harbor, Huntington Lane 44° 17′ 30,1″ N, 68° 16′ 55,9″ W                   | Hancock County    | Sommerhaus von Daniel Coit Gilman, Präsident der Johns Hopkins University und bedeutender Reformer der Hochschulbildung in den Vereinigten Staaten; erbaut in den 1880er Jahren. |
| 14    | Governor’s House                                              |      | 30. Mai 1974  | Chelsea, Togus 44° 16′ 48″ N, 69° 42′ 7,9″ W                                         | Kennebec County   | Governor’s House ist ein Gebäude in Togus, einer Einrichtung des Department of Veterans Affairs (VA) der Vereinigten Staaten. Das Haus wurde 1869 gebaut, historisch bedeutend als einzige erhaltenes Bauwerk aus der frühen Bauphase dieser ersten nationalen Heimstätte für invalide Soldaten. Togus war 1866 angelegt worden, ursprünglich als Versorgungseinrichtung und Heim für Veteranen des Amerikanischen Bürgerkriegs. |
| 15    | Grace Bailey                                                  |      | 4. Dez. 1991  | Camden, Camden Harbor 44° 12′ 36″ N, 69° 3′ 50″ W                                    | Knox County       | Der Zweimast-Küstenschoner wurde 1882 für den Küstenhandel gebaut und befuhr mehr als 50 Jahre die nördliche Ostküste der USA, insbesondere mit Holzladungen; seit 1939 ist das Schiff als Windjammer im Küsten-Kreuzfahrteinsatz. Tausende Schoner dieses Typs waren an beiden Küsten der USA, im Golf von Mexiko und auf den Großen Seen vom 19. bis Mitte des 20. Jahrhunderts im Einsatz, die Grace Bailey ist eines der fünf erhaltenen Schiffe dieser Art. |
| 16    | Hamilton House                                                |      | 30. Dez. 1970 | South Berwick, 40 Vaughan’s Lane 43° 12′ 46,1″ N, 70° 48′ 56,2″ W                    | York County       | Großes Landhaus im für solche Gebäude typischen georgianischen Architekturstil des alten Neuengland; erbaut 1787–88 und im ursprünglichen Zustand in unzerstörter ländlicher Umgebung erhalten. |
| 17    | Harpswell Meetinghouse                                        |      | 18. Okt. 1968 | Harpswell, Harpswell Center, an der State Route 123 43° 47′ 59,5″ N, 69° 59′ 13,7″ W | Cumberland County | Das Gebäude gilt als herausragendes und typisches Beispiel für einen neuenglischen Kolonial-Kirchenbau; erbaut 1757–59 am örtlichen Friedhof, nach 1774 endgültig fertiggestellt; bis 1844 sowohl zu religiösen Zwecken wie auch für Versammlungen genutzt; nachdem das Gebäude anschließend ungenutzt blieb, wurde es 1856 von der Gemeinde Harpswell übernommen und als Versammlungsraum genutzt. |
| 18    | Winslow Homer Studio                                          |      | 21. Dez. 1965 | Scarborough, Prouts Neck, Winslow Homer Road 43° 31′ 42,7″ N, 70° 19′ 11,6″ W        | Cumberland County | Das umgebaute Kutschenhaus diente dem Zeichner und Maler Winslow Homer von 1884 bis zu seinem Tod 1910 als Atelier. Das Gebäude wurde 2006 vom Portland Museum of Art erworben und grundlegend restauriert. |
| 19    | Isaac H. Evans                                                |      | 4. Dez. 1991  | Rockland, Rockland Harbor 44° 6′ 42,7″ N, 69° 6′ 13″ W                               | Knox County       | Der Schoner wurde 1886 als Austern-Fischer gebaut; 1973 restauriert, seitdem als Windjammer-Kreuzfahrtschiff eingesetzt. |
| 20    | J. & E. Riggin                                                |      | 4. Dez. 1991  | Rockland, Rockland Harbor 44° 6′ 25,9″ N, 69° 6′ 23″ W                               | Knox County       | Gebaut 1927 war der Schoner einer der letzten Segler, die als Austern-Fischer eingesetzt werden sollten; seit 1977 Windjammer-Kreuzfahrtschiff. |
| 21    | Sarah Orne Jewett House (Jewett Mansion)                      |      | 17. Juli 1991 | South Berwick, 5 Portland Street 43° 14′ 5,1″ N, 70° 48′ 32,4″ W                     | York County       | Erbaut 1774 im georgianischen Architekturstil; Wohnhaus der Schriftstellerin Sarah Orne Jewett in den ersten fünf Jahren ihres Lebens bis 1854, dann wieder von 1887 an bis zu ihrem Tod 1909, wegen dieser literaturhistorischen Bedeutung als NHL ausgezeichnet. |
| 22    | Kennebec Arsenal                                              |      | 16. Feb. 2000 | Augusta, Arsenal Street 44° 18′ 28,8″ N, 69° 46′ 15,8″ W                             | Kennebec County   | Großes, in der Bausubstanz weitgehend erhalten gebliebenes Munitionsdepot, zum Landmark District gehören 14 Gebäude und Strukturen; erbaut 1828–38 im Zusammenhang der Auseinandersetzung zwischen den USA und Großbritannien um die Grenzziehung zwischen Maine (damals noch entlegene Provinz des Bundesstaats Massachusetts) und New Brunswick (damals noch britisches Kolonialgebiet). |
| 23    | Lady Pepperrell House                                         |      | 9. Okt. 1960  | Kittery, Kittery Point 43° 4′ 54″ N, 70° 42′ 58,1″ W                                 | York County       | Die Villa der Lady Pepperell ist ein herausragendes Beispiel für die Hoch-Georgianische Architektur; erbaut 1760–65 von der Witwe des ersten und einzigen amerikanischen Siedlers, der – aufgrund militärischer Verdienste – den britischen Adelstitel Baronet erhielt, Sir William Pepperrell, einem der führenden Geschäftsleute und Politiker der Zeit vor der Amerikanischen Revolution. |
| 24    | Lewis R. French                                               |      | 4. Dez. 1991  | Camden, Camden Harbor 44° 12′ 37,4″ N, 69° 3′ 45,7″ W                                | Knox County       | Der Zweimast-Küstenschoner wurde 1871 für den Küstenhandel gebaut und befuhr 100 Jahre lang die Ostküste der USA, seit 1928 als Motorschiff; 1971 wurde das Schiff restauriert und in den Originalzustand zurück versetzt, seit 1973 als Windjammer im Küsten-Kreuzfahrteinsatz. Tausende Schoner dieses Typs waren an beiden Küsten der USA, im Golf von Mexiko und auf den Großen Seen vom 19. bis Mitte des 20. Jahrhunderts im Einsatz, die Lewis R. French ist eines der fünf erhaltenen Schiffe dieser Art; das Schiff gilt als ältester Schoner dieser Art, der in Maine gebaut wurde. |
| 25    | McIntire Garrison House                                       |      | 18. Okt. 1968 | York, Cider Hill Road 43° 10′ 4,4″ N, 70° 42′ 46,5″ W                                | York County       | Typisches Beispiel für ein einfaches Garnisonshaus zur Abwehr indianischer Angriffe und das älteste und bedeutendste Objekt dieser Art in Maine; traditionelle Blockhaus-Architektur, erbaut vermutlich um 1707 (nach Volkslegenden um 1645). |
| 26    | McLellan-Sweat Mansion (Sweat Mansion)                        |      | 30. Dez. 1970 | Portland, 111 High Street 43° 39′ 12,5″ N, 70° 15′ 42,7″ W                           | Cumberland County | Erbaut 1800 für Hugh McLellan, einen wohlhabenden Kaufmann in Portland, und seither wenig verändert; Beispiel für ein Wohnhaus im adamesken Federal Style; seit 1907 Teil des Portland Museum of Art. |
| 27    | Mercantile                                                    |      | 4. Dez. 1991  | Camden, Camden Harbor 44° 12′ 36″ N, 69° 3′ 46,1″ W                                  | Knox County       | Der 1916 gebaute Schoner gehörte zu den Tausenden US-Küstenschiffen, die im 19. und bis Mitte des 20. Jahrhunderts den Handel zwischen den nördlichen und südlichen Bundesstaaten besorgten sowie im Golf von Mexiko; Handelsschiff bis 1940. Das Schiff wurde restauriert und ist seit 1943 als Kreuzfahrtschiff Teil der Maine-Windjammer-Flotte. |
| 28    | Morse-Libby Mansion (Victoria Mansion)                        |      | 30. Dez. 1970 | Portland, 109 Danforth Street 43° 39′ 5,4″ N, 70° 15′ 38,5″ W                        | Cumberland County | Erbaut 1859–63 als Sommerhaus für den Hotelier Sylvester Morse; fast unverändert erhaltene Stadtvilla im Italianate-Stil mit reicher Innenausstattung; Museum seit 1941 unter dem Namen Victoria Mansion. |
| 29    | Nickels-Sortwell House                                        |      | 30. Dez. 1970 | Wiscasset, 121 Main Street 44° 0′ 10,4″ N, 69° 39′ 56,2″ W                           | Lincoln County    | Zweistöckige Holzbau-Stadtvilla im adamesken Federal Style; ursprünglich 1807 als Wohnhaus des wohlhabenden Schiffsbesitzers William Nickels erbaut, im 19. Jahrhundert Hotel, Anfang des 20. Jahrhunderts von Alvin F. Sortwell aufwändig restauriert. |
| 30    | Norridgewock Archeological District                           |      | 12. Apr. 1993 | Madison 44° 46′ 0,4″ N, 69° 53′ 5,2″ W                                               | Somerset (County) | Der Distrikt umfasst drei separate Areale mit archäologischen Überresten der Kultur der Kennebec-Abenaki (auch: Norridgewock), der indianischen Einwohner von Maine, die von den englischen Kolonisten in der ersten Hälfte des 18. Jahrhunderts aus ihren angestammten Siedlungsgebieten vertrieben wurden. (1) Old Point Mission am Ostufer des Kennebec Rivers am Zusammenfluss mit dem Sandy River, Gebiet einer ehemaligen Missionsstation des jesuitischen Priesters Sébastien Rasles und Siedlung der Kennebec, 1724 zerstört; (2) Tracy Farm, ehemalige Siedlung am gegenüberliegenden Westufer des Flusses; (3) Sandy River, Siedlungsreste westlich des Kennebec Rivers, 500 m südlich von Tracy Farm. |
| 31    | Old York Gaol                                                 |      | 18. Okt. 1968 | York 43° 8′ 37,5″ N, 70° 39′ 6,1″ W                                                  | York County       | Das ehemalige koloniale Gefängnis von York ist eines der ältesten erhaltenen Gefängnisgebäude der USA; erbaut um 1720, zunächst als Steingebäude mit einer einzigen Zelle, später in vier Bauabschnitten bis 1806 in Holzbauweise vergrößert und aufgestockt; Gefängnis der Provinz Maine bis 1760, anschließend Stadtgefängnis von York bis 1879; in den 1890er Jahren Nutzung als Schulhaus, seit 1900 Museum. |
| 32    | Olson House                                                   |      | 23. Juni 2011 | Cushing, 384 Hathorne Point Road 43° 58′ 54,1″ N, 69° 16′ 7″ W                       | Knox County       | Bedeutend als Residenz des Malers Andrew Wyeth, der das Haus 30 Jahre lang als Sommerhaus nutzte und dessen Grab sich auf dem Gelände befindet; das Haus ist auf vielen seiner Kunstwerke abgebildet, wie auf seinem bekanntesten Gemälde Christina’s World. |
| 33    | Pemaquid Archeological Site                                   |      | 12. Apr. 1993 | Bristol 43° 52′ 41,2″ N, 69° 31′ 17″ W                                               | Lincoln County    | Archäologische Stätte, die Befestigungsanlagen und Siedlungsreste umfasst, mit Zeugnissen, zurückgehend auf die frühesten kriegerischen Auseinandersetzungen zwischen den französischen und englischen Kolonial-Truppen in Amerika, King William’s War; alternative Bezeichnung des NHL-Distrikts: Pemaquid Restoration and Museum. |
| 34    | Pentagoet Archeological District                              |      | 12. Apr. 1993 | Castine 44° 23′ 4,5″ N, 68° 48′ 11,9″ W                                              | Hancock County    | Die archäologische Stätte des ehemaligen französischen Fort Pentagoet (erbaut 1635) ist der älteste permanent von europäischen Kolonisten in Neuengland bzw. Akadien besiedelte Ort und wichtiger Handelsplatz (ab 1630); Zeugnisse des Handels mit den Abenaki-Indiainern und der interkolonialen Konflikte. |
| 35    | Perkins Homestead (Brick House Historic District)             |      | 25. Aug. 2014 | Newcastle, 478 River Road 44° 0′ 18,9″ N, 69° 33′ 24,8″ W                            | Lincoln County    | Familiensitz und lebenslang Sommerhaus der einflussreichen Politikerin Frances Perkins, die von 1933 bis 1945 Leiterin des US-Arbeitsministeriums und erste Frau in einem Ministeramt der Vereinigten Staaten war. |
| 36    | Portland Observatory                                          |      | 17. Feb. 2006 | Portland, 138 Congress Street 43° 39′ 55,5″ N, 70° 14′ 53,9″ W                       | Cumberland County | Hölzerner Signalturm am Hafen von Portland zur Kommunikation zwischen dem Hafen und einlaufenden Schiffen; älteste erhaltene maritime Signalstation der USA, erbaut 1807. |
| 37    | Thomas B. Reed House                                          |      | 15. Mai 1975  | Portland, 30–32 Deering Street 43° 39′ 15,1″ N, 70° 16′ 1″ W                         | Cumberland County | Erbaut 1888; Wohnhaus von Thomas Brackett Reed, Abgeordneter für Maine und Speaker des Repräsentantenhauses (1889–1891 sowie 1895–1899). |
| 38    | Edwin Arlington Robinson House                                |      | 11. Nov. 1971 | Gardiner, 67 Lincoln Avenue 44° 13′ 24,8″ N, 69° 46′ 25,4″ W                         | Kennebec County   | Wohnhaus des Dichters und dreimaligen Pulitzer-Prize-Gewinners Edwin Arlington Robinson von der Kindheit an bis 1889 und dann nochmals von 1893 bis 1896; der Ort Gardiner war Vorbild des fiktiven Tilbury Town, vor dessen Hintergrund Robinson viele der Charaktere seiner Gedichten entfaltet. |
| 39    | Sabbathday Lake Shaker Village                                |      | 30. Mai 1974  | New Gloucester, 707 Shaker Road 43° 59′ 9,7″ N, 70° 21′ 58,3″ W                      | Cumberland County | Gegründet 1783/1794; letzte aktive Gemeinschaft der Shaker in den Vereinigten Staaten mit zuletzt noch zwei Mitgliedern (Stand 2017). 17 Gebäude der Community sind als National Historic Landmark District geschützt. |
| 40    | Stephen Taber                                                 |      | 4. Dez. 1991  | Rockland, Rockland Harbor 44° 6′ 20,2″ N, 69° 6′ 24,8″ W                             | Knox County       | Der Zweimast-Küstenschoner wurde 1871 für den Küstenhandel gebaut und befuhr mehr als 70 Jahre die nördliche Ostküste der USA; seit 1946 ist das Schiff als Windjammer im Küsten-Kreuzfahrteinsatz; 1981 originalgetreu restauriert. Tausende Schoner dieses Typs waren an beiden Küsten der USA, im Golf von Mexiko und auf den Großen Seen vom 19. bis Mitte des 20. Jahrhunderts im Einsatz, die Stephen Taber ist eines der fünf erhaltenen Schiffe dieser Art. |
| 41    | Harriet Beecher Stowe House                                   |      | 29. Dez. 1962 | Brunswick, 63 Federal Street 43° 54′ 46,5″ N, 69° 57′ 39,3″ W                        | Cumberland County | Von 1850 bis 1852 Wohnhaus der Schriftstellerin Harriet Beecher Stowe; in dieser Zeit schrieb sie ihr bekanntestes Werk: Onkel Toms Hütte. |
| 42    | Tate House                                                    |      | 11. Nov. 1971 | Portland, 1270 Westbrook Street 43° 39′ 26,6″ N, 70° 18′ 44,6″ W                     | Cumberland County | Erbaut 1755 für George Tate, einen Händler, der für die Versorgung der Royal Navy mit Schiffsmasten zuständig war; NHL aufgrund der außergewöhnlichen Architektur. |
| 43    | Victory Chimes                                                |      | 25. Sep. 1997 | Rockland, Rockland Harbor 44° 6′ 41,4″ N, 69° 6′ 12,6″ W                             | Knox County       | Dreimast-Last-Schoner, gebaut 1900; Küsten-Kreuzfahrtschiff seit 1946, Teil der Windjammer-Flotte in Maine. |
| 44    | Wadsworth–Longfellow House                                    |      | 29. Dez. 1962 | Portland, 489 Congress Street 43° 39′ 24,9″ N, 70° 15′ 36,6″ W                       | Cumberland County | Wohnhaus des Politikers und Generals des Unabhängigkeitskriegs, Peleg Wadsworth; Wohnhaus seines Enkels, des Dichters Henry Wadsworth Longfellow, in dessen Kindheit. |

## Historische Monumente in Maine
In Maine gibt es ein solches Gebiet, das vom National Park Service im Anhang der Landmark-Liste für Maine genannt wird (Stand 2017):
| [ 56 ] | Name                                           | Bild | Eintragsdatum                                                                 | Lage | County            | Beschreibung |
| ------ | ---------------------------------------------- | ---- | ----------------------------------------------------------------------------- | --- | ----------------- | --- |
| 1      | Saint Croix Island International Historic Site |      | 8. Juni 1949 (National Monument), 25. Sep. 1984 (International Historic Site) | Im St. Croix River, etwa 6 km oberhalb der Mündung, nächstgelegene Stadt: Calais 45° 7′ 42,7″ N, 67° 8′ 1,2″ W | Washington County | Archäologische Stätte; Ort der einzigen internationalen Historic Site des National Park Service auf der Insel Saint Croix Island, einer historischen Stätte, die sowohl für die Geschichte der Vereinigten Staaten wie für die Geschichte Kanadas wichtig ist – als Ort der ersten permanenten europäischen Siedlung in Nordamerika 1603, und der ersten französischen Siedlung in der späteren Kolonie Akadien. |

## Ehemalige National Historic Landmarks in Maine
|   | Name                            | Bild | Eintrag/Austrag                         | Lage                                         | County         | Beschreibung |
| - | ------------------------------- | ---- | --------------------------------------- | -------------------------------------------- | -------------- | --- |
| 1 | Wickyup (Richard E. Byrd House) |      | 24. Aug. 1970 ausgetragen: 5. März 1986 | East Sullivan 44° 30′ 13,8″ N, 68° 9′ 8,1″ W | Hancock County | Sommerhaus des Luftfahrtpioniers und Polarforschers Richard E. Byrd von 1937 bis 1957. An diesem Ort plante Byrd drei Antarktis-Expeditionen und entwarf Grundzüge des Antarktisvertrags. Wickyup wurde 1984 durch einen Brand zerstört. |
| 2 | Roseway                         |      | 25. Sep. 1997 ausgetragen: 2006         | Camden 44° 12′ 36″ N, 69° 3′ 46″ W           | Knox County    | Gaffelschoner, gebaut 1925. Aus der Liste verschoben, weil der Heimathafen 2006 wechselte zu Boston Harbor, Boston, Massachusetts, siehe Liste der National Historic Landmarks in Boston.                                                |